# Ограниченный контингент советских войск в Афганистане

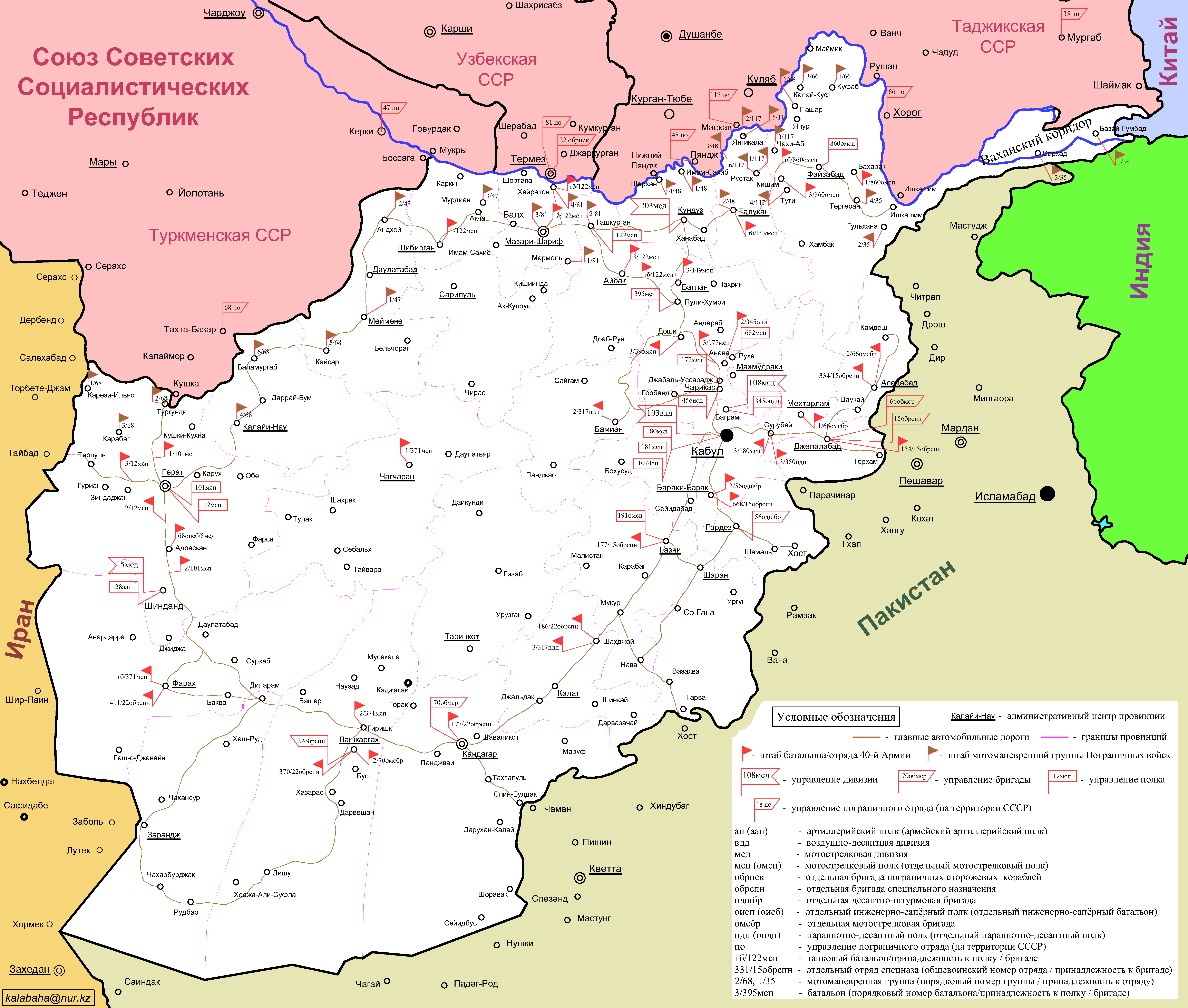
Гарнизоны ОКСВА на начало 1987 года.
Указаны дислокации штабов формирований от уровня батальонов, отрядов и мотоманёвренных групп. Штабы полков, находящихся в одном гарнизоне со штабом дивизии, в которую они входят, не указаны.
Также указана дислокация пограничных отрядов на территории СССР, с которых действовали десантно-штурмовые манёвренные группы

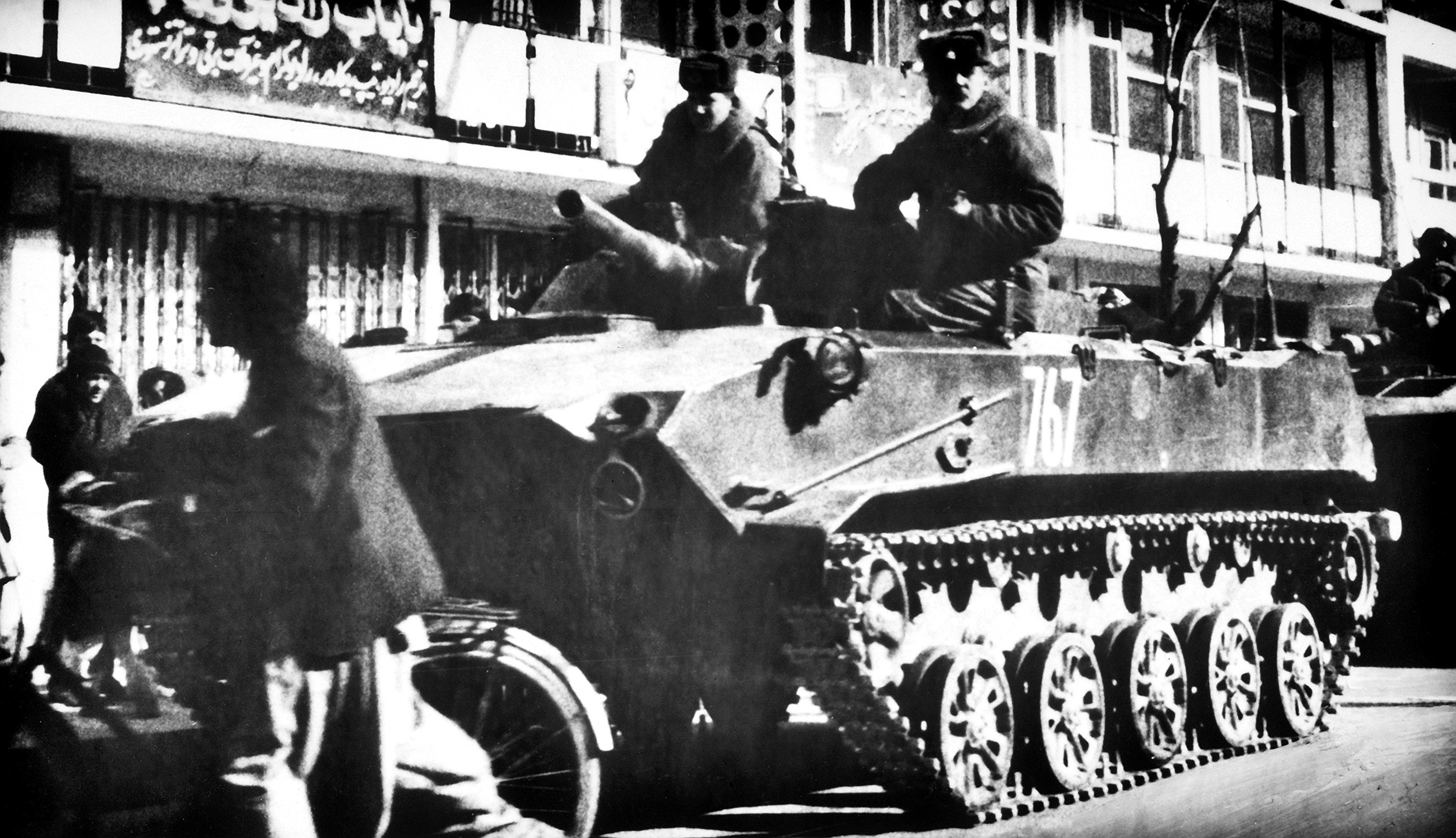
Советские десантники на БМД-1, Афганистан, 25 марта 1986 года.

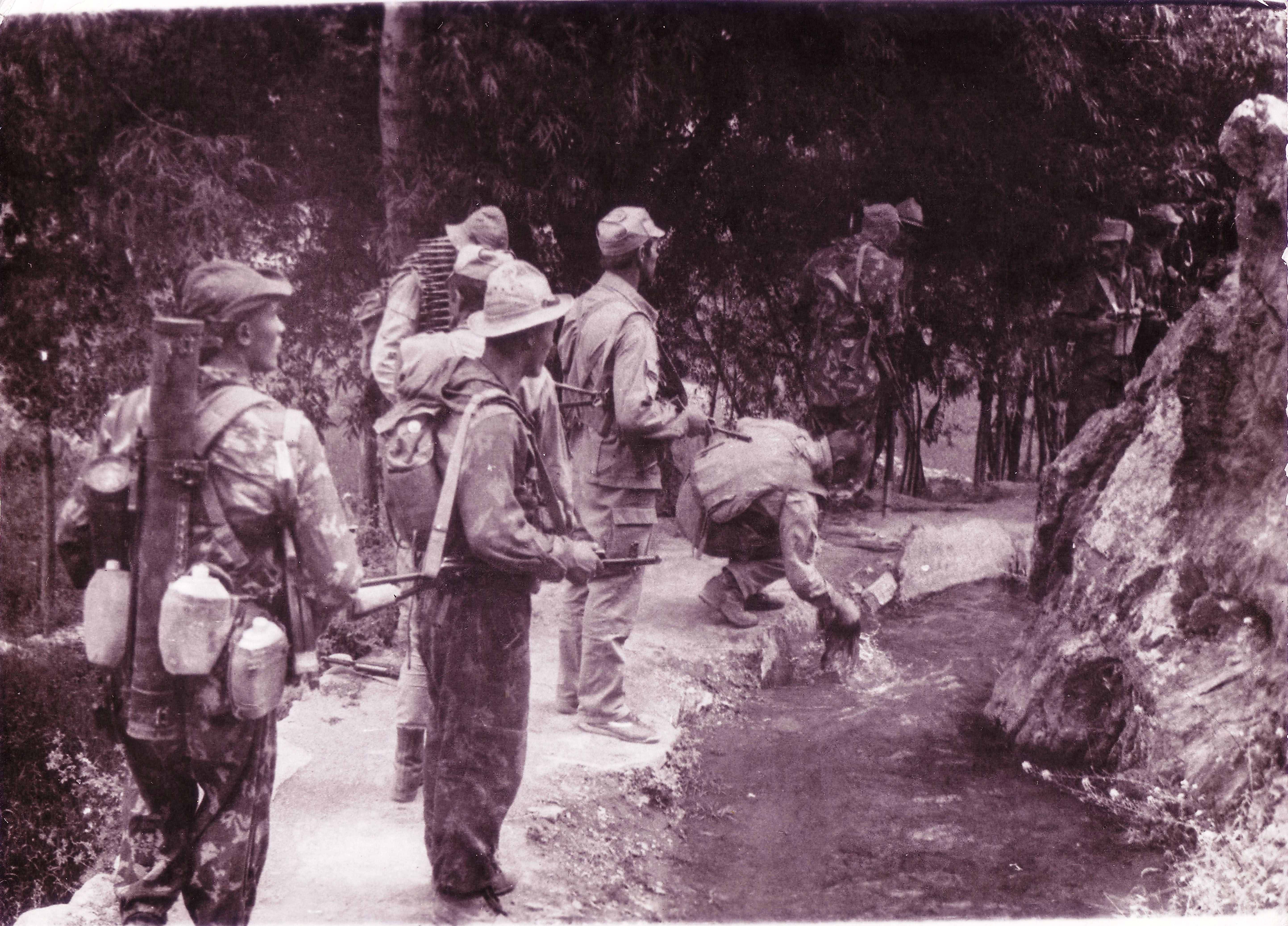
Десантно-штурмовое подразделение на задании в горах, у горного ручья, лето 1986 года.

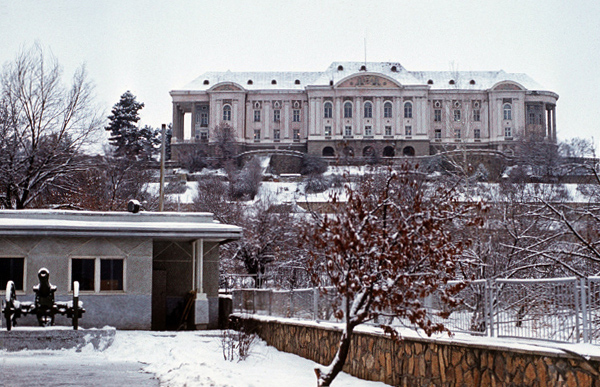
Штаб-квартира ОКСВА, Дворец Тадж-Бек в Кабуле, 1987 год.

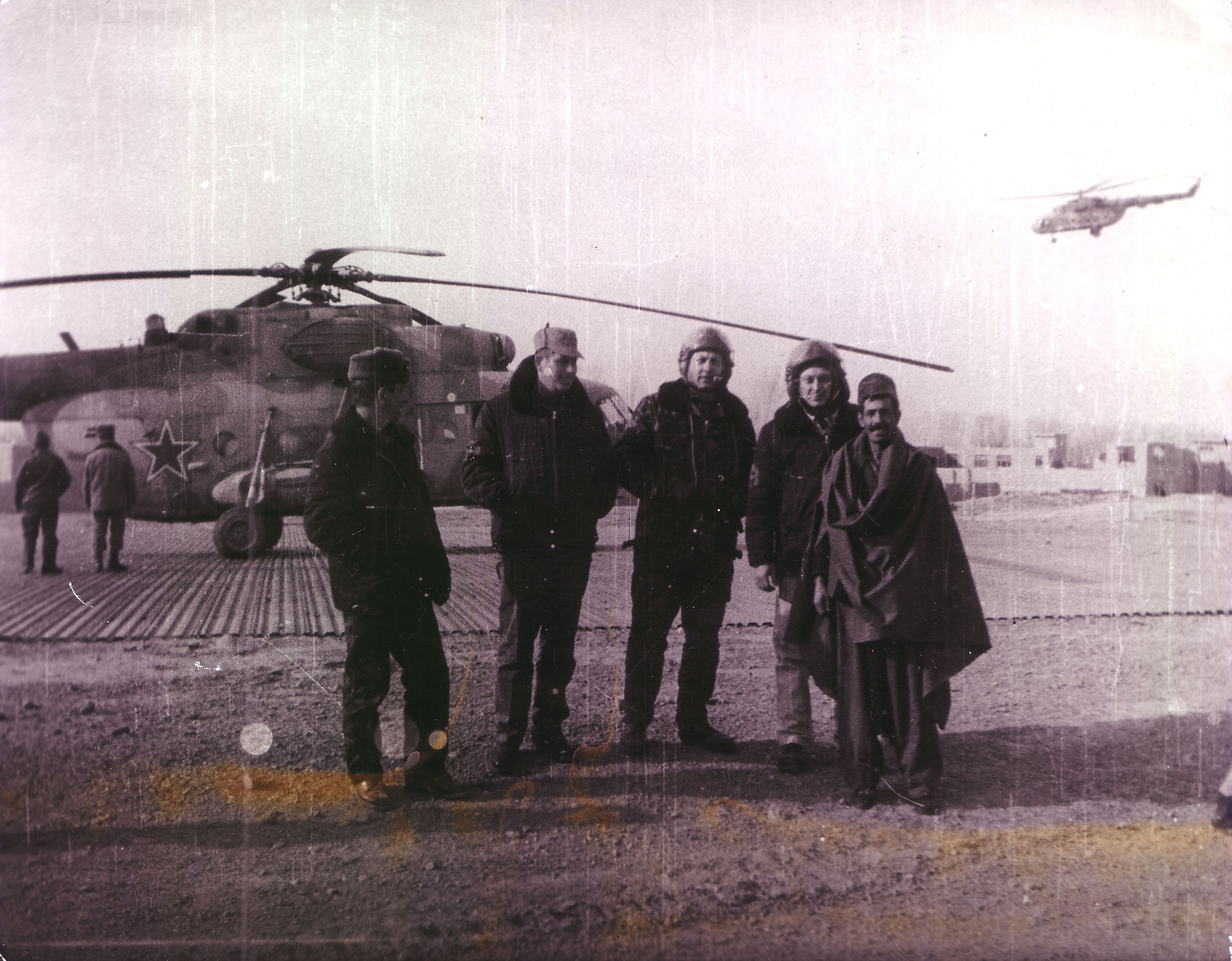
Взлётно-посадочная полоса Бараки-Бараки, весна 1987 года.

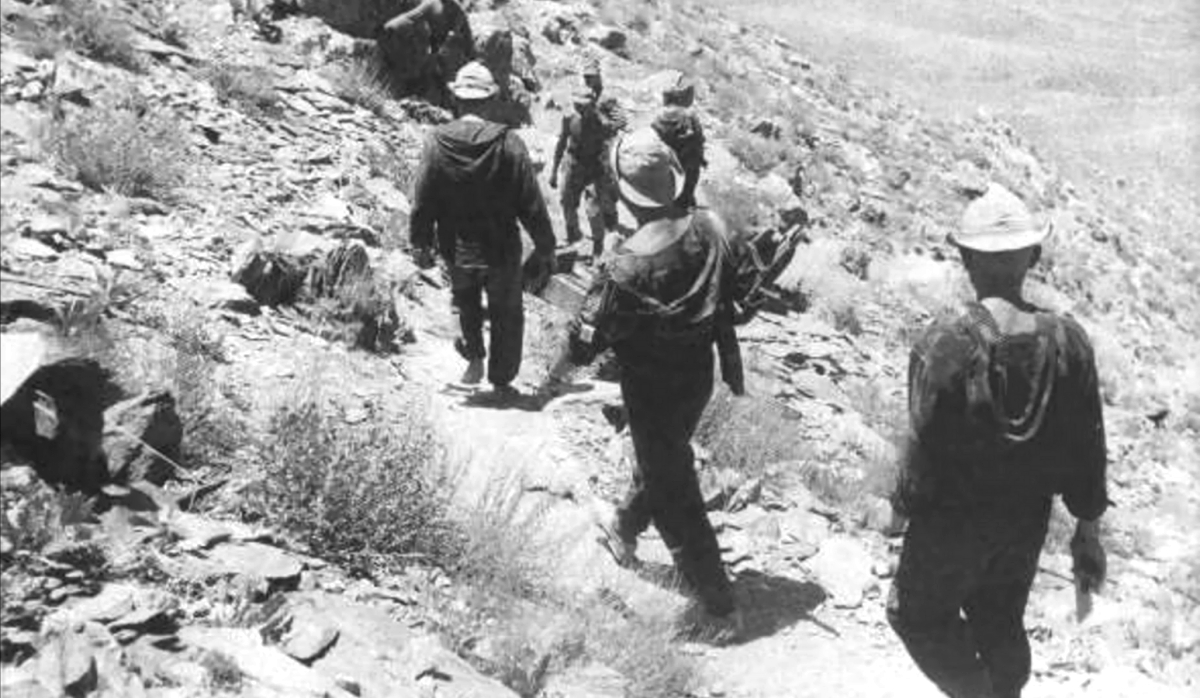
Группа «Бадахшан» отряда «Каскад» КГБ СССР под руководством И. Н. Морозова на разведывательном выходе, Демократическая Республика Афганистан, около 1982—1983 годов, фото из архива друзей И. Н. Морозова.

Ограни́ченный континге́нт сове́тских войск в Афганиста́не (ОКСВА) (также Ограниченный контингент) — официальное название группировки Вооружённых Сил СССР в Демократической Республике Афганистан в 1979—1989 годах.

## Состав
В состав Ограниченного контингента советских войск в Республике Афганистан в период 1979—1989 годов входили следующие подразделения, части, соединения (бригада, дивизия, корпус) и объединения (армия) от следующих органов государственного управления СССР:

### МО СССР

#### Руководство
- Оперативная группа Министерства обороны СССР (МО СССР);
- Аппарат Главного военного советника;

#### 40-я общевойсковая армия(40 ОА)Туркестанского военного округа

##### Соединения и отдельные полки
Без указания подразделений боевого и тылового обеспечения в составе соединений и авиабаз:
- 5-я гвардейская мотострелковая Зимовниковская ордена Кутузова дивизия имени 60-летия СССР
  - 101-й мотострелковый полк
  - 12-й гвардейский мотострелковый Краснознамённый орденов Кутузова и Богдана Хмельницкого полк (введён в марте 1985 г.)
  - 371-й гвардейский мотострелковый Берлинский орденов Суворова и Богдана Хмельницкого полк
  - 373-й гвардейский мотострелковый дважды Краснознамённый орденов Кутузова и Богдана Хмельницкого полк (переформирован в марте 1980 г. в 70-ю гв.омсбр)
  - 24-й гвардейский танковый Пражский орденов Суворова и Богдана Хмельницкого полк (выведен в октябре 1986 г.)
  - 1060-й артиллерийский полк
  - 1008-й зенитный артиллерийский полк (выведен в феврале 1980 года)
  - 1122-й зенитно-ракетный Севастопольский Краснознамённый полк (выведен в октябре 1986 г.)
- 108-я мотострелковая Невельская дважды Краснознамённая дивизия
  - 177-й мотострелковый Двинский полк
  - 180-й мотострелковый Краснознамённый ордена Суворова полк
  - 181-й мотострелковый полк
  - 186-й мотострелковый Выборгский ордена Ленина, Краснознамённый, ордена Александра Невского полк (переформирован в марте 1980 г. в 66-ю омсбр)
  - 234-й танковый Перемышльско-Берлинский Краснознамённый ордена Суворова полк (переподчинён из состава 201-й мсд и выведен летом 1980 г.)
  - 285-й танковый Уманьско-Варшавский Краснознамённый, ордена Кутузова полк (переподчинён из состава 201-й мсд. Позже переформирован в 682-й мсп)
  - 682-й мотострелковый Уманьско-Варшавский Краснознамённый, ордена Кутузова полк
  - 1074-й артиллерийский Львовский Краснознамённый ордена Богдана Хмельницкого полк
  - 1049-й зенитный артиллерийский полк (выведен в ноябре 1981 г.)
  - 1415-й зенитный ракетный полк (введён взамен выведенного 1049-го зенап, выведен в октябре 1986 г.)
- 201-я мотострелковая Гатчинская дважды Краснознамённая дивизия
  - 122-й мотострелковый полк
  - 149-й гвардейский мотострелковый Ченстоховский Краснознамённый, ордена Красной Звезды полк
  - 191-й мотострелковый Нарвский Краснознамённый, ордена Александра Невского полк (выведен из состава 201-й мсд со статусом «отдельный»)
  - 395-й мотострелковый полк
  - 234-й танковый Перeмышльско-Берлинский Краснознамённый ордена Суворова полк (переподчинён 108-й мсд и выведен летом 1980 г.)
  - 285-й танковый Уманско-Варшавский Краснознамённый, ордена Кутузова полк (переподчинён 108-й мсд).
  - 998-й артиллерийский Староконстантиновский Краснознамённый, орденов Суворова и Богдана Хмельницкого полк
  - 990-й зенитный артиллерийский полк (выведен в октябре 1986 г.)
- 103-я гвардейская воздушно-десантная ордена Ленина, Краснознамённая, ордена Кутузова дивизия имени 60-летия СССР
  - 317-й гвардейский парашютно-десантный ордена Александра Невского полк
  - 350-й гвардейский парашютно-десантный Краснознамённый, ордена Суворова полк
  - 357-й гвардейский парашютно-десантный ордена Суворова 3-й степени полк
  - 1179-й гвардейский артиллерийский Краснознамённый полк
- 66-я отдельная мотострелковая Выборгская ордена Ленина, Краснознамённая, ордена Александра Невского бригада (выведена в июне 1988 г.)
- 70-я отдельная гвардейская мотострелковая дважды Краснознамённая, орденов Кутузова и Богдана Хмельницкого бригада (выведена в августе 1988 г.)
- 56-я отдельная гвардейская десантно-штурмовая бригада (выведена в июне 1988 г.)
- 15-я отдельная бригада специального назначения (полностью со штабом бригады введена в марте 1985 г.)
- 22-я отдельная бригада специального назначения (полностью со штабом бригады введена в марте 1985 г.)
- 345-й отдельный гвардейский парашютно-десантный Венский Краснознамённый, ордена Суворова полк имени 70-летия Ленинского комсомола
- 191-й отдельный мотострелковый Нарвский Краснознамённый, ордена Александра Невского полк (выведен в мае 1988 г.)
- 860-й отдельный мотострелковый Псковский Краснознамённый полк (выведен в мае 1988 г.)
- 28-й армейский артиллерийский полк (до 01.04.86 — 28-й армейский реактивный артиллерийский полк) (выведен в августе 1988-го)
- 2-я зенитно-ракетная бригада (выведена летом 1980 г.)
- 353-я гвардейская артиллерийская Могилевская орденов Богдана Хмельницкого и Александра Невского бригада (выведена летом 1980 г.)

##### ВВСармии
Военно-воздушные силы армии были представлены 34-м смешанным авиационным корпусом (34-й сак), впоследствии переименованным в Военно-воздушные силы 40-й общевойсковой армии.
- Примечание:
- Через ВВС 40-й общевойсковой армии, в порядке ротации воинских частей, поэтапно прошли 11 истребительных авиационных полков (иап), отдельный разведывательный авиационный полк (орап), отдельная разведывательно-тактическая авиационная эскадрилья (ортаэ), штурмовой авиационный полк (шап), отдельная штурмовая авиационная эскадрилья (ошаэ), отдельный смешанный авиационный полк (осап), 7 истребительно-бомбардировочных авиационных полка (ибап), 4 отдельных вертолётных полка (овп), 6 отдельных вертолётных эскадрилий (овэ).
- С территории СССР для нанесения ударов по целям на территории Афганистана привлекались 3 бомбардировочных авиационных полка (бап), 9 тяжёлых бомбардировочных авиационных полка Дальней Авиации (тбап) и экипажи 17 отдельных вертолётных полка (овп). В подчинении ВВС 40-й общевойсковой армии находилось 7 отдельных батальонов охраны (обо — в сущности мотострелковый батальон на БТР), 8 отдельных батальонов аэродромно-технического обеспечения (обато), 9 отдельных рот аэродромно-технического обеспечения (орато), 7 батальонов и 3 роты связи и радиотехнического обеспечения (обсрто и орсрто).

##### Части и соединенияспециальных войск(боевого обеспечения)
- 103-й отдельный ордена Кутузова полк связи
- 1996-й отдельный радиотехнический батальон ПВО 40-й общевойсковой армии
- 254-й отдельный радиотехнический полк особого назначения
- 45-й отдельный инженерно-сапёрный Краснознамённый, ордена Красной Звезды полк. При формировании включил в свой состав:
  - 19-й отдельный инженерно-саперный батальон
  - 92-й отдельный инженерно-дорожный батальон
  - 1117-й отдельный инженерный батальон спецминирования
  - 2088-й отдельный инженерный батальон разграждения

##### Части и соединенияспециальных войск(тылового обеспечения)
- 692-й отдельный дорожный батальон (692-й одб), в 1983 году вошёл в состав 278-ю дкбр, с переформированием в 692-й отдельный дорожно-комендантский батальон.
- 159-я отдельная дорожно-строительная бригада (в 1982 году переформирована в 58-ю оавтбр)
- 58-я отдельная автомобильная бригада
- 59-я бригада материального обеспечения
- 14-й отдельный трубопроводный батальон (14-й отпб), в 1982 году переформирован в 276-ю трубопроводную бригаду
- 276-я трубопроводная бригада
- 1461-й отдельный трубопроводный батальон (1461-й отбп), введён в 1984 году
- 278-я дорожно-комендантская бригада 8 Архивная копия от 17 сентября 2011 на Wayback Machine. При формировании включила в свой состав:
  - 692-й отдельный дорожно-комендантский батальон
  - 1083-й отдельный дорожно-комендантский батальон
  - 1084-й отдельный дорожно-комендантский батальон
- 194-й гвардейский военно-транспортный авиационный Брянский Краснознамённый полк имени Гастелло
- 128-й гвардейский военно-транспортный авиационный Ленинградский Краснознамённый полк
- 930-й Комсомольский Трансильванский Краснознамённый военно-транспортный авиационный полк
- 50-й отдельный ордена Красной звезды смешанный авиационный полк
- 111-й отдельный смешанный авиационный полк
- 342-е управление инженерных работ — соединение военно-строительных частей, сформированное для создания военной инфраструктуры. Организационно включало в свой состав 2 строительные роты, 9 батальонов — 6 военно-строительных, 2 электротехнических и сантехнический:
  - 2017-й отдельный строительно-монтажный батальон
  - 2018-й отдельный строительно-монтажный батальон
  - 2137-й отдельный строительно-монтажный батальон
  - 1110-й отдельный военно-строительный батальон
  - 1112-й отдельный военно-строительный батальон
  - 1630-й отдельный военно-строительный батальон
  - 1705-й отдельный военно-строительный батальон
  - 1707-й отдельный военно-строительный батальон
  - 1708-й отдельный военно-строительный батальон
  - 773-я отдельная военно-строительная рота
  - 774-я отдельная военно-строительная рота

Примечание:
- Части и подразделения центрального подчинения видов ВС и родов войск (сил) ВС СССР, к которым относятся подразделения воздушно-десантных войск а также части и подразделения ГРУ Генерального штаба ВС СССР — в оперативном отношении были полностью подчинены штабу 40-й общевойсковой армии.
- Части военно-транспортной, бомбардировочной и разведывательной авиации выполнявшие боевые задачи в ДРА в основном были дислоцированы на территории СССР.

### КГБ СССР

#### Руководство
- Оперативная группа КСАПО (во главе с заместителем начальника пограничных войск КСАПО, в составе 7 человек), с 1980 г., при управлении Московского пограничного отряда, для руководства действиями сводных боевых отрядов на территории Афганистана.

#### Спецподразделения КГБ СССР
- Группы специального назначения «Зенит-1» и «Зенит-2», сформированные в конце 1979 г. из слушателей КУОС КГБ[4].
- Группа специального назначения «Гром», сформированная Группой «А» в конце декабря 1979 г. для участия в операции по свержению Х.Амина[5].
- Оперативно-разведывательный боевой отряд «Каскад» и Учебный центр по Афганистану (Отряд «Омега»). Действовали в период с лета 1980 г. по весну 1984 г. Отряды занимались как разведывательно-поисковыми действиями по уничтожению бандформирований, так и инструкторской деятельностью по обучению сотрудников органов безопасности ДРА.
- Сотрудники Группы «Альфа» проводили двухмесячные командировки в Афганистан для получения боевого опыта. Оперативно-боевые группы действовали в период с ноября 1982 по март 1987 года в составе мотоманевренных и десантно-штурмовых маневренных групп в составе 47-го Керкинского пограничного отряда[6].

#### Войска правительственной связи
- 311-й отдельный линейно-станционный батальон войск Правительственной связи КГБ СССР (в/ч п.п. 26153).

#### Пограничные войскаКГБ СССР
В следующем составе:

##### Сухопутные части
- Маневренные группы (ммг) и десантно-штурмовые маневренные группы (ДШМГ) 6-ти пограничных отрядов Краснознамённого Среднеазиатского пограничного округа и Краснознамённого Восточного пограничного округа. Советские пограничники занимались на территории Афганистана недопущением боевиков к советско-афганской границе и уничтожением боевиков на дальних подступах к границе — в глубине территории соседнего государства, в полосе ответственности советских пограничников, простиравшейся на 100—200 километров вглубь Афганистана.
  - Примечание: От каждого пограничного отряда направлялись на постоянную дислокацию на территорию Афганистана на глубину до 100 километров штатные мото-маневренные группы (ммг). Каждый пограничный отряд в зоне афгано-советской границы включал в себя от 3 до 6 мотоманевренных, десантно-штурмовых маневренных групп, подразделения боевого, технического и тылового обеспечения. В отличие от ммг, десантно-штурмовые маневренные группы (дшмг) базировались в расположении пограничного отряда на советской территории и доставлялись к местам войсковых операций на вертолётах через государственную границу. В состав одной ммг в среднем входили: управление, 3-4 погранзаставы (пз), взвод связи, взвод материального обеспечения, противотанковый взвод, инженерно-саперный взвод, разведвзвод, миномётная батарея, медпункт. Личный состав ммг достигал 300 солдат, что практически соответствовало батальону. Боевая деятельность ммг заключалась в патрулировании и в разведывательно-поисковых действиях в зонах ответственности. Базировались ммг на сторожевых заставах, оборудованных как в 40-й ОА. ммг применялись для ударов по противнику в труднодоступной для бронетехники горной местности и как оперативное подразделение подкрепления. Организационно дшмг состоял из управления группы и двух десантно-штурмовых пограничных застав (дшпз).

…Исходя из осложнения обстановки на среднеазиатской границе, особенно на таджикском участке, 22 декабря 1981 г. ЦК КПСС принимает постановление П32/81 о вводе в страну специальных подразделений Пограничных войск КГБ СССР уже общей численностью до 8 тыс. человек на глубину до 100 км, включая провинциальные центры…— Пограничные войска СССР в войне в Афганистане
- Отдельная спецкомендатура ПВ КГБ СССР. Войсковая часть 55598. По составу — отдельная комендантская рота.
  - Примечание: Дислоцировалась в Кабуле и занималась охраной посольства и всех советских представительств и учреждений. Единственное формирование Пограничных войск КГБ СССР из состава ОКСВА, не находившееся в приграничной зоне ответственности.

##### Авиационные части
- 10-й отдельный пограничный авиационный полк Восточного пограничного округа. Дислоцировался в п. Бурундай КазССР
- 17-й отдельный пограничный авиационный полк Среднеазиатского пограничного округа. Дислоцировался в г.Мары ТССР
- 23-й отдельный пограничный авиационный полк Среднеазиатского пограничного округа. Дислоцировался в г.Душанбе ТаджССР
- 22-я отдельная пограничная авиационная эскадрилья Восточного пограничного округа. Дислоцировалась в п. Учарал КазССР
  - Примечание: авиационные части выполняли как боевые задачи по уничтожению противника, по огневой поддержке пограничников, переброске ДШМГ (десантно-штурмовых маневренных групп), так и задачи по снабжению подразделений пограничных войск.

##### Морские (речные) части
- 45-й отдельный дивизион сторожевых кораблей. С 1988 г. 45 однск развёрнут в 22-ю отдельную бригаду сторожевых кораблей. 6 Архивная копия от 20 ноября 2012 на Wayback Machine
  - Примечание: Дивизион (позднее бригада) выполнял задачи по охране советско-афганской границы на речном участке Амударьи и Пянджа протяжённостью около 300 км от н. п. Нижний Пяндж (Таджикская ССР) до населённого пункта Боссаги (Туркменская ССР). Наряду с охраной государственной границы Советского Союза на речном участке в виде подвижного дозора и сопровождения караванов барж по реке, выполнял боевые задания в интересах спецподразделений ПВ КГБ СССР, находившихся на территории Афганистана: десантирование войск и грузов на афганский берег, совместные боевые операции с разведчиками, переправка афганских осведомителей, охрана стационарных мостов и наведенных переправ. К началу 1989 г. в составе 22-й обрск было 8 кораблей типа «Шмель», 10 вооружённых катеров типа «Костромич» (ПСК) и 20 невооружённых катеров типа «Аист».

### МВД СССР
- Отряд специального назначения МВД СССР «Кобальт» офицерского состава, состоявший из 23 разведывательных групп, общей численностью в 600 сотрудников. Действовал в период с лета 1980 года по весну 1983 года. Отряд «Кобальт» занимался как разведывательно-поисковыми действиями по уничтожению бандформирований, так и инструкторской деятельностью по обучению сотрудников органов безопасности ДРА 4

## Численность ОКСВА
Численность ОКСВА при вводе войск составила 81 100 человек.
В дальнейшем численность контингента наращивалась. Максимальная численность ОКСВА в 120 000 человек приходится на сентябрь 1986 года. Из них 108 800 человек приходилось на личный состав 40-й общевойсковой армии и более 11 000 — на группировку Пограничных войск КГБ СССР.
Всего за все годы существования ОКСВА через его ряды прошло порядка 620 тыс. советских военнослужащих.
За годы пребывания Советских Войск в Афганистане более 50 000 человек получили ранения различной степени тяжести.
Численность 40-й общевойсковой армии по годам (по состоянию на 1 января), человек:
| Год  | Общая численность | В том числе военнослужащих |
| ---- | ----------------- | -------------------------- |
| 1980 | 65 471            | 63 997                     |
| 1981 | 81 894            | 79 828                     |
| 1982 | 87 694            | 85 697                     |
| 1983 | 90 936            | 88 900                     |
| 1984 | 92 983            | 90 703                     |
| 1985 | 99 904            | 97 344                     |
| 1986 | 108 789           | 105 977                    |
| 1987 | 101 900           | 99 069                     |
| 1988 | 102 187           | 99 233                     |
| 1989 | 66 742            | 64 716                     |

## Руководство ОКСВА

### Руководители Оперативной группы МО СССР
- Маршал Советского Союза Соколов, Сергей Леонидович (1979—1985)
- Генерал армии Варенников, Валентин Иванович (1985—1989)

### Главные военные советники, главные военные консультанты и старшие групп военных специалистов в Вооружённых силах Афганистана
- Генерал-лейтенант Горелов, Лев Николаевич (1975—1979)
- Генерал-полковник Магометов, Салтан Кеккезович (1979—1980)
- Генерал армии Майоров, Александр Михайлович (1980—1981)
- Генерал армии Сорокин, Михаил Иванович (1981—1984)
- Генерал армии Салманов, Григорий Иванович (1984—1986)
- Генерал-полковник Востров, Владимир Андреевич (1986—1988)
- Генерал-полковник Соцков, Михаил Михайлович (1988—1989)
- Генерал армии Гареев, Махмут Ахметович (военный советник верховного главнокомандующего ВС РА) (1989—1990)
- Генерал-полковник Шеин, Борис Петрович (1989—1990)
- Генерал армии Грачёв, Николай Фёдорович (1990—1991)
- Генерал-лейтенант Перфильев, Борис Сергеевич (1991—1992)

### Командующие 40-й ОА
- Генерал-лейтенант Тухаринов, Юрий Владимирович (25 декабря 1979 — 23 сентября 1980)
- Генерал-лейтенант Ткач, Борис Иванович (23 сентября 1980 — 7 мая 1982)
- Генерал-лейтенант Ермаков Виктор Федорович (7 мая 1982 — 4 ноября 1983)
- Генерал-лейтенант Генералов Леонид Евстафьевич (4 ноября 1983 — 19 апреля 1985)
- Генерал-лейтенант Родионов Игорь Николаевич (19 апреля 1985 — 30 апреля 1986)
- Генерал-лейтенант Дубынин Виктор Петрович (30 апреля 1986 — 1 июня 1987)
- Генерал-лейтенант Громов Борис Всеволодович (1 июня 1987 — 15 февраля 1989)

## Иные воинские части, принимавшие участие в войне
В боевых действиях Афганской войны и в их обеспечении принимали участие и иные воинское части, не входившие в ОКСВА. Так, вертолётные части пограничных войск атаковали цели в северных районах Афганистана, действуя с аэродромов на территории СССР. Периодически совершали боевые вылеты в Афганистан с советской территории также и некоторые части ВВС СССР.
Большую роль в снабжении ОКСВА играли части Военно-транспортной авиации. С декабря 1979 по конец 1991 года ими выполнено 26 900 вылетов в Афганистан (на самолётах Ан-22, Ил-76 и Ан-12). Перевезены в обоих направлениях свыше 883 000 человек, свыше 426 000 тонн грузов. Боевые потери ВТА составили 10 самолётов (8 Ан-12 и 2 Ил-76) и 5 экипажей.